# 로즈 퍼레이드

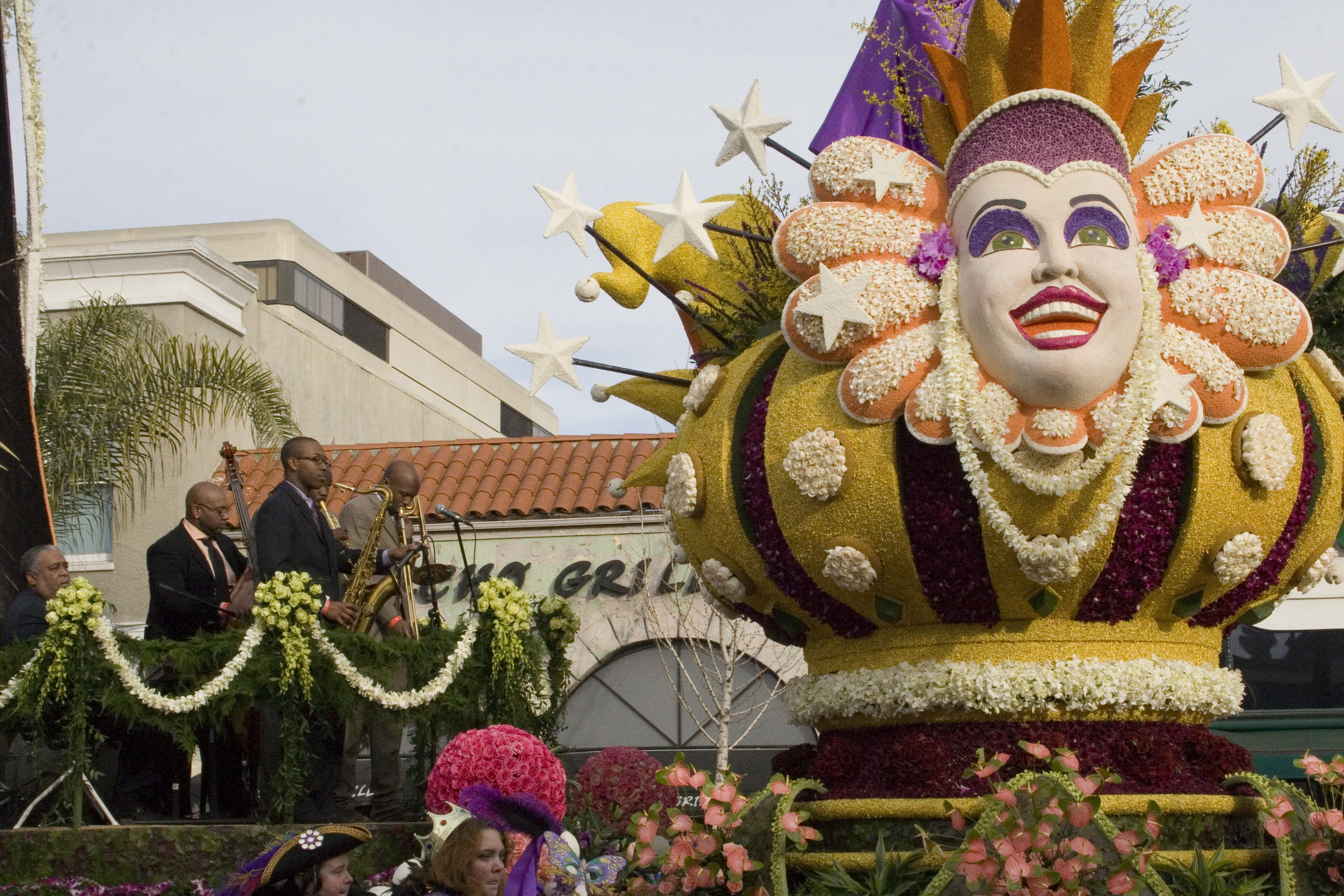
2008년 로즈 퍼레이드

로즈 퍼레이드(Tournament of Roses Parade)는 매년 1월 1일 패서디나에서 벌어지는 로즈 볼의 축하 행진이다.